# Ливан на летних Олимпийских играх 1948
Ливан принимал участие в Летних Олимпийских играх 1948 года в Лондоне (Великобритания) в первый раз за свою историю, но не завоевал ни одной медали. Сборная страны состояла из 8 спортсменов (все — мужчины), которые приняли участие в соревнованиях по боксу, стрельбе и борьбе.